# Westliches Ringgebiet (Stadtbezirk)
Das Westliche Ringgebiet ist ein Stadtbezirk Braunschweigs (amtliche Stadtbezirksnummer 310). Der Stadtbezirk hat 34.088 Einwohner. Zu diesem Bezirk gehören das gleichnamige Stadtquartier Westliches Ringgebiet und der Stadtteil Gartenstadt.

## Statistische Bezirke
Im Stadtbezirk befinden sich folgende statistische Bezirke:
- Wilhelmitor-Süd (Nr. 11)
- Wilhelmitor-Nord (Nr. 12)
- Petritor-Ost (Nr. 13)
- Petritor-West (Nr. 14)
- Petritor-Nord (Nr. 15)
- Gartenstadt (Nr. 25)
- Teil von Weinberg (Nr. 28) (Madamenweg)

## Politik
Bezirksbürgermeisterin
Sabine Sewella (Bündnis 90/Die Grünen)
Stadtbezirksrat
Der Stadtbezirksrat des Stadtbezirks Westliches Ringgebiet setzt sich wie folgt zusammen:
| Wahl | Grüne | SPD | CDU | Die Linke | BIBS | FDP | Die Partei | AfD | Die Fraktion P2 | Gesamt   |
| ---- | ----- | --- | --- | --------- | ---- | --- | ---------- | --- | --------------- | -------- |
| 2021 | 6     | 5   | 3   | 1         | 1    | 1   | 1          | 1   | -               | 19 Sitze |
| 2016 | 3     | 6   | 4   | 2         | 1    | 1   | 1          | -   | 1               | 19 Sitze |
| 2011 | 4     | 6   | 6   | 2         | 1    | -   | -          | -   | -               | 19 Sitze |

## Galerie

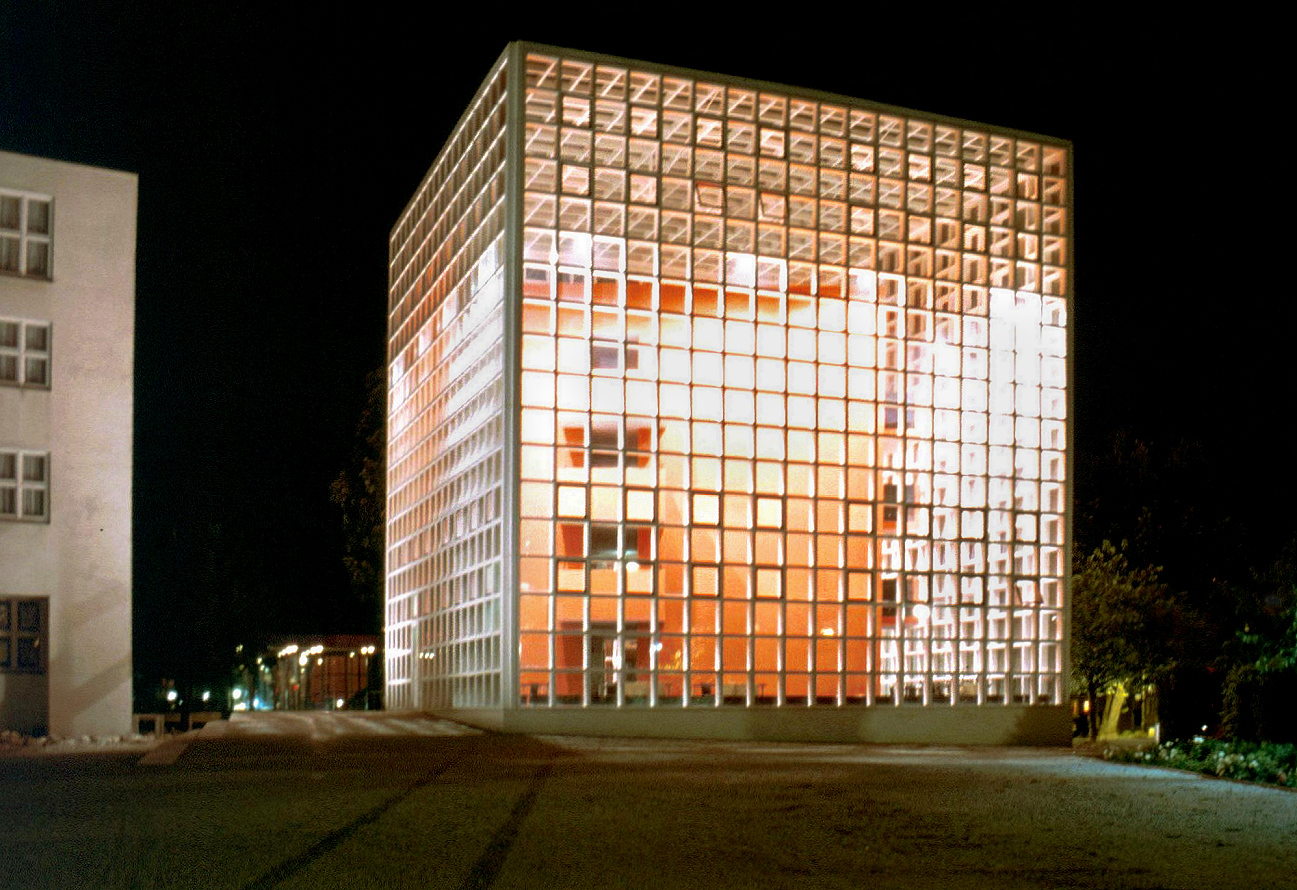
Hochschule für Bildende Künste
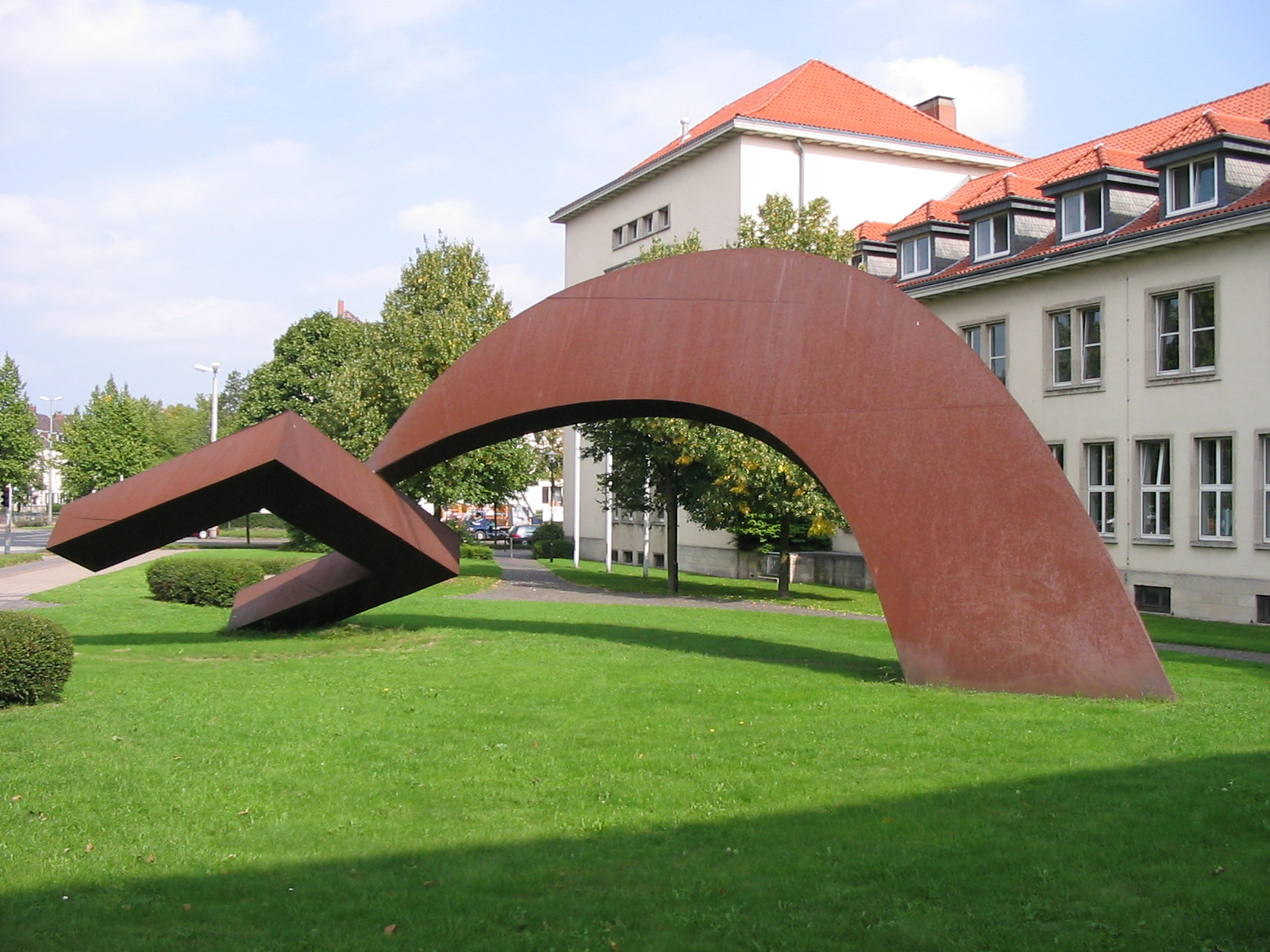
Skulptur vor der Arbeitsagentur
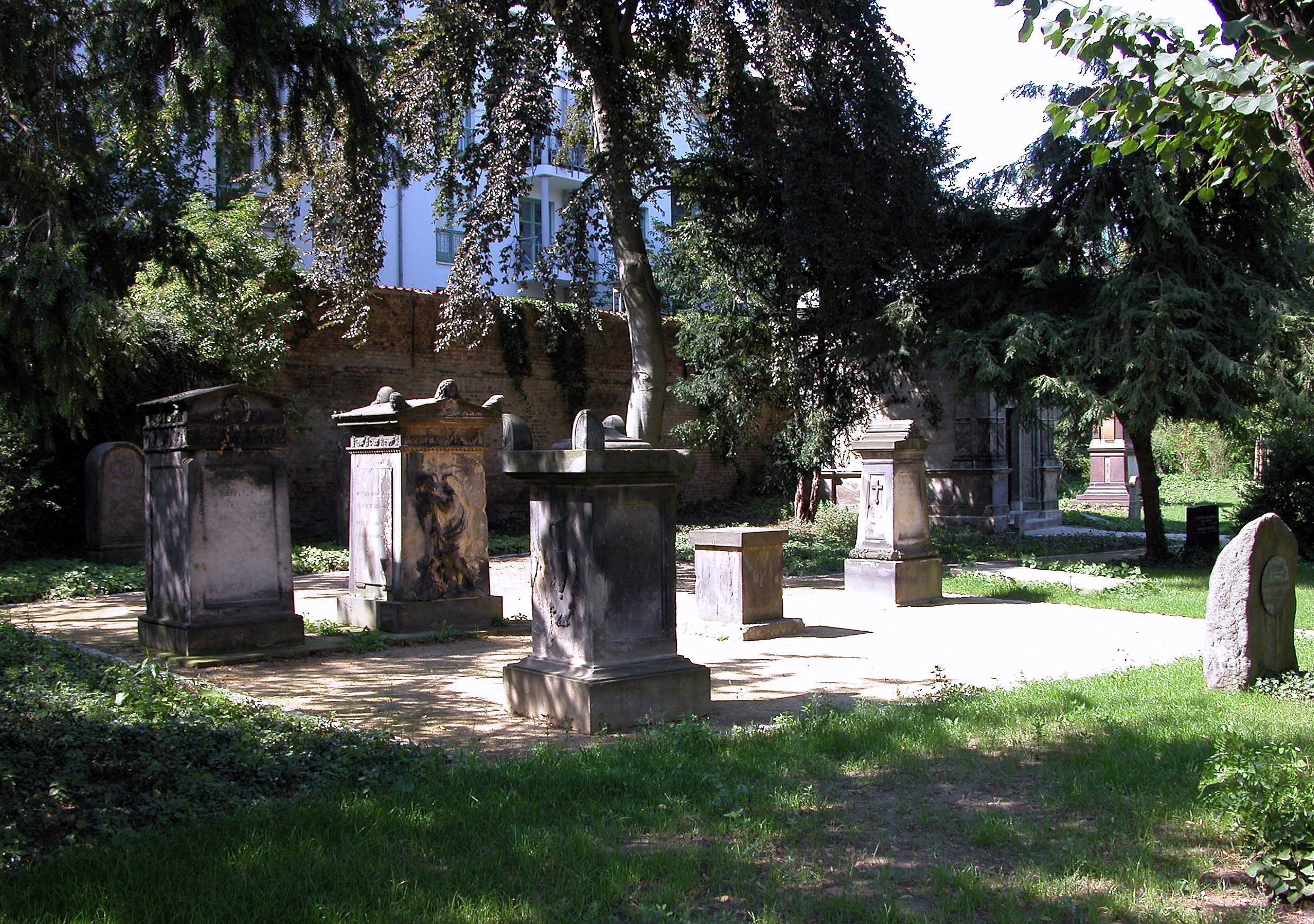
Friedhof der Reformierten Gemeinde